# Поляк Сергій Федорович
Сергі́й Фе́дорович Поля́к (нар. 23 липня 1975, м. Чернігів — пом. 1 березня 1994, м. Одеса) — український художник, лауреат міжнародних літературно-мистецьких премій.

## Біографія
Народився 23 липня 1975 року у м. Чернігові в сім'ї Федора Олександровича та Софії Гаврилівни Поляків. Батько працював майстром із ремонту годинників, мати трудилася начальником цеху на Чернігівському заводі хімічного волокна. Навчався в чернігівських середніх школах № 6 та № 20, а також — у Чернігівській дитячій художній школі.
Рано проявив своє творче обдарування: самобутнього, незвичайного підлітка захоплено називали вундеркіндом — вже перші його картини, модерні за формою, із зовсім не дитячим, глибоким філософським змістом, привернули увагу відомих і авторитетних мистецтвознавців.
Пізніше вступив до Одеського художнього училища ім. М. Б. Грекова.
Загинув при загадкових обставинах 1 березня 1994 року у Одесі.

## Творчість
Роботи Сергія Поляка зберігаються в Чернігівському обласному художньому музеї імені Г. Галагана, Чернігівській дитячій художній школі, а також у родині митця.
Найбільше серед творчої спадщини С. Поляка привертає увагу його триптих.
За словами письменника і журналіста Сергія Дзюби, творчість митця відома за межами України — в Росії, Білорусі, США, Канаді, Німеччині, Австралії, Бразилії, Словаччині та інших державах.
«Життя Сергія Поляка було коротким, але яскравим. Адже його картини — це роботи зрілого Майстра. Полотна, написані впродовж 1991–1994 років, коли він навчався в Одеському художньому училищі, свідчать про його дуже високий професійний рівень. Це — і натюрморти, і пейзажі, роботи з натури, гостро психологічні. Тож маємо право говорити про нього, як про надзвичайно талановитого художника», — наголошує директор Чернігівського художнього музею Ірина Ральченко.
«Взагалі, мірилом долі є не кількість прожитих літ, а те, що здійснила людина в цьому світі. У осяяних іскрою Божою життя — нерідко, мов дивовижна зірка, яка променисто спалахує на небосхилі і, стрімко промчавши Чумацьким Шляхом, лине на Землю. У обраних — свій відлік часу. Їм треба багато встигнути, мандруючи шляхами досконалості. Саме такою була доля чернігівця Сергія Поляка, життя і творчість якого — ніби рушник, гаптований червоним та чорним. Червоне — це любов батька і матері — Федора Олександровича та Софії Гаврилівни, які зробили все можливе, щоб його талант розвинувся і розквітнув. Це — вчителі, котрі, разом зі знаннями, віддавали й часточку своєї душі. Це — друзі, яких він так щиро любив і котрим завжди намагався зробити щось приємне. Чорне — це ті важкі, а часом і страшні запитання, які мучили його і спонукали давати відповідь у своїх творах — глибоко філософських, пронизливо трагічних, як і його передчасна загибель», — відзначає І. Ральченко.
У вірші поетеси Тетяни Дзюби, присвяченому Сергієві Поляку, є рядки:
Десь на картинах він дожив до дня, 

До зморщок, до заключного фрагменту.

Там тільки зоряна, та, все одно, стерня,

Там просто місячно в зими рисорджименто.

## Нагороди
- Лауреат Міжнародної літературної премії імені Миколи Гоголя «Тріумф» (2009)[4];
- Лауреат Міжнародної літературної премії імені Григорія Сковороди «Сад божественних пісень» (2010)[5];
- Лауреат літературно-мистецької премії імені Пантелеймона Куліша (2012)[6].